# Cryptops toumodiensis
Cryptops toumodiensis är en mångfotingart som beskrevs av Demange 1965. Cryptops toumodiensis ingår i släktet Cryptops och familjen Cryptopidae.
Artens utbredningsområde är Elfenbenskusten. Inga underarter finns listade i Catalogue of Life.